# پیندا د لا سیرا
پیندا د لا سیرا (به اسپانیایی: Pineda Trasmonte) یک شهرستان در اسپانیا است.

## خصوصیات
پیندا د لا سیرا ۲۸٫۱۷ کیلومترمربع مساحت و ۱۴۶ نفر جمعیت دارد و ۹۶۲ متر بالاتر از سطح دریا واقع شده‌است.